# Dicerostylis
Dicerostylis là một chi thực vật có hoa trong họ Orchidaceae.